# キミのアシタ
「キミのアシタ」は、FLIP-FLAPの楽曲。同グループ12枚目のシングルとして2006年4月26日にインデックスミュージックから発売された。本曲は、テレビアニメ『ふしぎ星の☆ふたご姫 Gyu!』のオープニングテーマとして用いられた。また、カップリングの「みらくる☆じぇみに Gyu!」は、同番組のバトルシーンの挿入歌に使われた。

## 収録曲
1. キミのアシタ [3:52]
作詞：森林檎、作曲・編曲：本田洋一郎
テレビアニメ『ふしぎ星の☆ふたご姫 Gyu!』オープニング主題歌
2. みらくる☆じぇみに Gyu! [4:00]
作詞：くろべさき、作曲：イトウミホコ、編曲：坂部剛
テレビアニメ『ふしぎ星の☆ふたご姫 Gyu!』挿入歌
3. キミのアシタ （OFF VOCAL）
4. みらくる☆じぇみに Gyu! （OFF VOCAL）

| スタブアイコン | サブスタブ | この項目は、まだ閲覧者の調べものの参照としては役立たない、シングルに関連した書きかけの項目です。この項目を加筆・訂正などしてくださる協力者を求めています（P:音楽/PJ:楽曲）。 |